# 冰风谷：寒冬之心
《冰风谷：寒冬之心》是《冰风谷》第一代游戏的官方扩展版本。由黑岛工作室开发，由Interplay Entertainment正式发布于2001年。它相对于《冰风谷》第一代原版来说，有不少更改，也引入了新的阵营。《冰风谷：寒冬之心》另外还有一个可免费下载使用的扩展版，名为《勒马斯特试炼》（Trials of the Luremaster）。